# XXXIX народно събрание
Тридесет и деветото народно събрание (XXXIX НС) е четвъртото обикновено Народно събрание на България, съставено след падането на комунистическия режим през 1989 г. Събранието работи от 5 юли 2001 до 17 юни 2005 г. Съставено е според резултатите от парламентарните избори, проведени на 17 юни 2001 г. 
Първото му заседание е на 5 юли и е открито от най-възрастния депутат – Светослав Лучников от СДС (на 79 години).

## Политическо представителство
| Партия / Коалиция                | Гласове   | Проценти | Мандати |
| -------------------------------- | --------- | -------- | ------- |
| Национално движение Симеон Втори | 1 952 513 | 42,74%   | 120     |
| Обединени демократични сили      | 830 338   | 18,18%   | 51      |
| Коалиция за България             | 783 372   | 17,15%   | 48      |
| Движение за права и свободи      | 340 395   | 7,45%    | 21      |
| Общо:                            | 3 906 618 | 85,52%   | 240     |

## Дейност
На 21 септември 2001 г. приема Декларация по повод терористичните актове в Ню Йорк и Вашингтон, с която обявява борбата с тероризма за дългосрочен приоритет.

## Председател и заместник-председатели[3]
- Огнян Герджиков – председател
- Борислав Великов – председател

### Заместник председатели
- Камелия Касабова – заместник-председател
- Благовест Сендов – заместник-председател
- Асен Агов – заместник-председател
- Юнал Лютфи – заместник-председател
- Любен Корнезов – заместник-председател